# Reinhold Güldenpenning
Reinhold Güldenpenning (* 15. November 1966) ist ein ehemaliger deutscher Fußballspieler.

## Sportlicher Werdegang
Güldenpenning begann mit dem Fußballspielen beim FC Rastatt 04. Für den seinerzeit in der drittklassigen Oberliga Baden-Württemberg antretenden Klub debütierte er im Laufe der Spielzeit 1984/85 im Erwachsenenbereich. Am Saisonende wechselte er zum SC Freiburg in die 2. Bundesliga. Unter Trainer Anton Rudinski kam er in der Hinrunde der Spielzeit 1985/86 zu vier Kurzeinsätzen als Einwechselspieler, nach einem Trainerwechsel zum Jahresbeginn 1986 zu Jupp Becker blieb er bis zum Sommer ohne weitere Spielzeit. Daraufhin kehrte er zum FC Rastatt 04 zurück, der zwischenzeitlich in die Verbandsliga Südbaden abgestiegen war. 
1987 wechselte Güldenpenning zurück in die Oberliga Baden-Württemberg und schloss sich dem VfB Gaggenau an, wo er auf seinen ehemaligen Rastätter und Freiburger Mitspieler Markus Köppel traf. Unter Trainer Werner Bartenbach war er Stammspieler und belegte mit der Mannschaft Plätze im hinteren Mittelfeld der Tabelle. 1989 zog er innerhalb der Liga zum 1. FC Pforzheim weiter, bei dem er zunächst unter Trainer Slobodan Jovanić Stammspieler war. In der Spielzeit 1990/91 rückte er unter Jovanić ins zweite Glied, zum Gewinn der Oberligameisterschaft trug er in zehn Spielen bei. Auch unter Nachfolger Manfred Krafft, der zur letztlich erfolglos gestalteten Aufstiegsrunde zur 2. Bundesliga übernommen hatte, kam er kaum zum Zug. Erst unter Gerd Störzer war er in der Spielzeit 1992/93 wieder Stammspieler an der Seite von Steffen Menze, Dietmar Feucht, Rainer Widmayer und Guido Streichsbier, für den Klub reichte es jedoch nur zum 8. Tabellenplatz. Nach vier Jahren Zugehörigkeit verließ er den Klub mit unbekanntem Ziel.
Später engagierte sich Güldenpenning als Trainer in der Nachwuchsarbeit beim Pforzheimer Stadtteilverein SV Büchenbronn, bei dem auch sein Sohn aktiv war. Hauptberuflich ist er für einen Kabelhersteller tätig.